# Huoyan
Huoyan ist eine chinesische Rasse der Höckergänse. Sie stammt aus dem Kreis Changtu der Provinz Liaoning im Nordosten Chinas. Die Rasse ist leichter als die in Europa bekannte Höckergans und weist eine viel höhere Legeleistung auf. Huoyan-Gänse haben einheitlich orange Läufe und Schnäbel, in der Farbe des Gefieders gibt es jedoch größere Abweichungen.
Im Jahr 1981 beschaffte die chinesische Tie Ling-Versuchsanstalt für Viehzucht und Veterinärwesen 500 Huoyangänse und begann mit einem Auswahlzuchtprogramm, das Wert auf eine hohe Eiproduktion legte. Darüber hinaus wurden Tiere der Population, die nicht weiß waren, und Tiere, deren Augenlider geschlossen blieben, ausgemerzt.
Nach vier Generationen gezielter Zuchtauswahl begannen Huoyan im Alter von etwa 240 Tagen mit der Eiablage. Sie erzeugen pro Legeperiode etwa 90 bis 210 Eier, wobei 10 Prozent der Gänse die angegebene Höchstleistung erzielen. Das Eigewicht variiert zwischen 120 und 210 g. Das Gewicht adulter Ganter bewegt sich zwischen 4,0 und 4,5 kg. Das Gewicht ausgewachsener Gänse schwankt zwischen 3,0 und 3,5 kg.
Huoyan sind bekannt für eine gute Futterverwertung und ihre Kälteunempfindlichkeit.